# Leserstimmen
Leserstimmen – Der Preis der jungen Leser:innen (eigene Schreibweise: LESERstimmen) ist ein vom Büchereiverband Österreichs organisierter Literaturpreis und das größte Kinder- und Jugendbuchfestival Österreichs.
Der Preis wird vom BMKÖS gefördert. Ziel der Aktion ist die Leseförderung in den Bibliotheken sowie die Förderung österreichischer Autor:innen, des österreichischen Verlagswesens und Buchhandels. Zunächst wird durch einen Beirat eine Shortlist bestimmt. In der Folge unternehmen die Autor:innen und Illustrator:innen der nominierten Bücher eine Lesereise zu verschiedenen Orten in Österreich. Die Preisträgerin/der Preisträger des mit 5000 Euro dotierten Preises wird dann durch eine Publikumsabstimmung mit Stimmkarte ermittelt, die mit einem Gewinnspiel für die Teilnehmer:innen der Abstimmung verbunden ist.

## Preisträger
- 2002: Herz- und Beinbruch von Jutta Treiber.
  - Shortlist: Klappe! Action! Tscho! von Christoph Mauz, Der dicke Kater Pegasus von Georg Bydlinski, illustriert von Carola Holland.
  - Nominiert: "Es gibt so Tage ..." von Heinz Janisch und Helga Bansch, "Der Zoo macht Spaß" von Maria Blazejovsky und Sigrid Laube, "Dragobold" von Susanne Hämmerle und Elmar Hämmerle, "Frau Maikäfer flieg!" von Martin Auer und Linda Wolfsgruber, "Der dicke Kather Pegasus" von Georg Bydlinski, "Die Augen der Titanen" von Stefan Karch, "Xerxes und die Giftfalle" von Franz S. Sklenitzka, "Regenbogenkind" von Edith Schreiber-Wicke, "Klappe! Action! Tscho!" von Christoph Mauz, "Herz- und Beinbruch" von Jutta Treiber, "Und jenseits liegt kein Paradies" von Sigrid Laube und "Besuch aus der Vergangenheit " von Renate Welsh.
- 2005: Katzenmusik von Renate Welsh, illustriert von Carola Holland.
  - Nominiert: Herr Jemineh hat Glück von Heinz Janisch, mit Bildern von Selda Marlin Soganci, Maxeline Regenschirm von Jutta Treiber, illustriert von Birgit Antoni, Frau Bund und Hund von Helga Bansch, Der Zapperdockel und der Wock von Georg Bydlinski, illustriert von Jens Rassmus, Neun nackte Nilpferddamen. Aller Unsinn macht Spaß von Gerda Anger-Schmidt, illustriert von Renate Habinger, Schmetterling Fetterling von Franzobel, illustriert von Sibylle Vogel, Nil Nautilus startet durch von Stefan Karch, Kein Hundeleben für Bartolomé von Rachel van Kooij, Die glorreichen Rüben. Rache-Bengel von Christoph Mauz, illustriert von Peter Walkerstorfer, Lasagne für Lina von Michael Schmid, Spezialeinheit Kreiner. Ein Fall für alle Fälle von Adelheid Dahimène.
- 2013: Funkensommer von Michaela Holzinger
  - Nominiert: Hexlein von Helga Bansch, Gloria nach Adam Riese von Michael Stavarič, illustriert von Dorothee Schwab, Die Froschkönigin von Heinz Janisch, illustriert von Barbara Korthues, Trödltrudls Klippklapptraum von Renate Stockreiter, Ein Adler bleibt immer ein Adler von Patrick Addai, illustriert von Jokin Michelena, Willy Puchners Welt der Farben von Willy Puchner, Lin, die Elfte aus der Feuerbohne von Renate Habinger, illustriert von Barbara Schwarz, Die Wurdelaks – Frau Helsingers Rache von Christoph Mauz, illustriert von Eric Schopf, Dr. Chickensoup von Renate Welsh, illustriert von Friederike Grünstich, Menschenfresser George von Rachel van Kooij, Und der Himmel rot von Gabi Kreslehner
- 2015: Scary Harry. Von allen guten Geistern verlassen von Sonja Kaiblinger illustriert von Fréderic Bertrand
  - Nominiert: Die Hüte der Frau Strubinski von Heinz Janisch, illustriert von Helga Bansch, Wenn mein Computer kläfft, küss ich dein Rechenheft von Georg Bydlinski, Essen Tote Erdbeerkuchen? von Rosemarie Eichinger, Familie Maus von Renate Habinger, Der Sandengel von Lizzy Hollatko,  O-Män. Fast fantastisch von Christoph Mauz, Tomaten mögen keinen Regen von Sarah Michaela Orlovský, ABC der fantastischen Prinzen von Willy Puchner, Wer fürchtet sich vorm lila Lachs? von Elisabeth Steinkellner, illustriert von Michael Roher, Und als ich grub, fand ich die Zeit von László Varvasovszky, Die Tränen des Kamels von Griffin Ondaatje, illustriert von Linda Wolfsgruber
- 2017: Beim Kopf des weißen Huhns von Rachel van Kooij[1]
  - Nominiert: Am Ende der Welt traf ich Noah von Irmgard Kramer, Dazwischen: Ich von Julya Rabinowich, Der rote Mantel. Die Geschichte vom heiligen Martin von Heinz Janisch, illustriert von Birgitta Heiskel, Der verliebte Koch von Verena Hochleitner, die Nacht, der Falter und ich von Elisabeth Steinkellner, Die Rabenrosa von Helga Bansch, Die Sonnenschaukel von Sigrid Eyb-Green, Die Wörter fliegen von Jutta Treiber, Krimskrams im Kopf von Michaela Holzinger, Lisa & Lila dürfen bleiben von Kirstin Breitenfellner, Manchmal dreht das Leben einfach um von Kathrin Steinberger
- 2019: Verkühl dich täglich von Melanie Laibl[2][3]
  - Nominiert: Nicht schon wieder … von Renate Habinger, Meine liebsten Dinge müssen mit von Julie Völk (Text von Sepideh Sarihi), Die Schlacht von Karlawatsch von Heinz Janisch (Illustration von Aljoscha Blau), Willy Puchners Fabelhaftes Meer von Willy Puchner, wir von Linda Wolfsgruber, Frosch und die abenteuerliche Jagd nach Matzke Messer von Michael Roher, Der Goldfisch ist unschuldig von Tanja Fabsits, Sophie im Narrenreich von Verena Petrasch, ich #wasimmerdasauchheißenmag von Sarah Michaela Orlovský, 17 Erkenntnisse über Leander Blum von Irmgard Kramer, Dieser wilde Ozean, den wir Leben nennen von Elisabeth Steinkellner
- 2022: Mit Worten will ich dich umarmen von Lena Raubaum und Katja Seifert
  - Nominiert: Angsthase von Heinz Janisch und Helga Bansch, Der Moment, bevor ... von Ela Wildberger und Linda Wolfsgruber, Kommt ein König in den Zoo von Cordula Sophie Matzner und Raffaela Schöbitz, Der Schneeleopard von Verena Hochleitner, Mit Worten will ich dich umarmen von Lena Raubaum und Katja Seifert, Kali kann Kanari von Michael Roher, Einmal wirst du ... von Leonora Leitl, Faszination Krake von Michael Stavarič und Michèle Ganser, Der Händler der Töne von Verena Petrasch, Der Vogelschorsch von Hannes Wirlinger und Esther und Salomon von Elisabeth Steinkellner.
- 2024: Kaiserschmarrn. Mein genialer Sommer mit Ziege von Leonora Leitl
  - Nominiert: Guten Morgen, schöner Tag! von Elisabeth Steinkellner und Michael Roher, Ein Kleid für den Mond von Linda Wolfsgruber, Das Wort mit Sch... von Nadine Kappacher, Franz, die Wanz und Jack der Zeck von Harald Darer und Sibylle Vogel, Vincent und ich von Stefan Karch, Das goldene Zeitalter von Heinz Janisch und Ana Sender, WErde wieder wunderbar von Melanie Laibl und Corinna Jegelka, Kaiserschmarrn. Mein genialer Sommer mit Ziege von Leonora Leitl, Mach dir die Welt von Raffaela Schöbitz, Flimmern von Verena Hochleitner, Einfach mehr Luft von Alexandra Holmes und Ich sage Hallo und dann NICHTS von Lilly Axster.[4]

Der Vorstand des Büchereiverbandes hat 2024 erstmals einen Sonderpreis für ein besonders förderungswürdiges Bilder- oder Erstlesebuch vergeben. Mit dem mit 2.500 Euro dotierten Preis wurde Guten Morgen, schöner Tag! von Elisabeth Steinkellner und Michael Roher ausgezeichnet.